# 東豐線
東豐線（日语：／ Tōhō sen */?）是札幌市營地下鐵其中一條路線，行駛北海道札幌市東區榮町及同市豐平區福住之間。東豐線與另外兩條路線一樣，為膠輪路軌系統，全線列車均使用橡膠車輪，路軌則採用中央引導軌道方式。路線的代表顏色為天藍色，編號是「H」。
興建目的主要是為了疏解因為札幌市東區上降而乘客量大增的南北線。原先規劃經過人流較多的東區役所及東8丁目篠路大道到達榮町，或是經過苗穗丘珠大道到達開成高校。不過最後採取兩個方案的折衷方案：在東15丁目屯田大道興建。不過後來乘客量比預計低，因而被市民稱為「政治路線」。此外，終點站原本想延伸至山鼻區域（用地下鐵取代電車），不過由於受到當地的反對以及同時期國道36號進行改善工程，因此將終點站設在月寒、北野區域。
而在1994年開始行駛的豐水薄野車站～福住車站，在學園前車站、豐平公園車站及福住車站的周邊亦開始興建公寓，而原本在東區的元町車站及新道東車站亦有同樣的發展，再加上綜合體育中心、社區巨蛋、札幌巨蛋等公共設施在車站旁興建完成，以及北海道日本火腿鬥士在2004年搬遷主場等，乘客量開始有上升趨勢。
根據2006年制定的殘疾法，所有車站都設置升降機、扶手電梯及殘障人士專用廁所。此外，亦在車站月台、售票處及檢票口（改札口）引入札幌市營地下鐵最初的LED式引導指示器。

## 路線資料
- 路線距離（營業距離）：13.6公里
- 站數：14個（包括起終點站）
- 複線路段：全線
- 電氣化路段：全線（直流1500V、高架電纜）
- 閉塞方式：車內信號式（ATC）

## 歷史
- 1988年（昭和63年）12月2日：榮町車站～豐水薄野車站之間（8.1公里）開始營業。車輛7000型（共15列4輛編組）於同日投入服務。
- 1994年（平成6年）10月14日：豐水薄野車站～福住車站的延線（5.5公里）開始營業。此外、增加「新7000型電車」共5列4輛編組投入服務。
- 2007年（平成19年）1月3日：自動語音廣播開始在車內廣播。
- 2007年（平成19年）1月中旬：繼開始自動語音廣播後，開始廣告廣播。
- 2009年（平成21年）1月30日：引入專用智能卡「SAPICA」。
- 2015年（平成27年）5月8日：引進9000型電車投入服務，這也是東豐線睽違21年來再度有新列車。
- 2019年（平成31年）：預計所有車站的月台幕門設置完成。

## 使用車輛
- 9000型：2015年5月8日啟用第一列編組，引進20列4輛編組，並在兩年內依序取代原有的7000型。

### 所屬車輛基地
東豐線的車輛基地為西車輛基地，設於西28丁目車站和二十四軒車站之間。由於東豐線未能覓得用地興建車輛基地，因此活用原來屬於東西線但暫時空置的西車輛基地，而為了方便列車回到西車輛基地，在東豐線札幌車站與東西線西11丁目車站興建連絡線。

## 運作方式
班次方面，早上繁忙時間為每4分鐘一班，傍晚繁忙時間為每5－6分鐘一班，非繁忙時間則為每7－8分鐘一班。
此外，札幌車站的月台亦預備了當大型活動結束，出現大量人流時而增加臨時列車的設施。而福住車站於設置留置線供臨時列車等待，在活動結束時可以隨時行駛。
根據札幌市交通局在2008年度的統計，每日平均有132,124人（換乘的乘客除外）使用東豐線，比上一年度增加1.1%。而連換乘的乘客則有155,924人，比上一年度增加0.7%。

## 車站列表
所有車站都位於北海道札幌市內。全線位於地下。
| 車站編號 | 中文站名   | 日文站名 | 英文站名 | 站間距離 | 營業距離 | 接續路線                                                                     | 所在地 |
| -------- | ---------- | -------- | -------- | -------- | -------- | ---------------------------------------------------------------------------- | ------ |
| H01      | 榮町       |          |          | -        | 0.0      |                                                                              | 東區   |
| H02      | 新道東     |          |          | 0.9      | 0.9      |                                                                              | 東區   |
| H03      | 元町       |          |          | 1.2      | 2.1      |                                                                              | 東區   |
| H04      | 環狀通東   |          |          | 1.4      | 3.5      |                                                                              | 東區   |
| H05      | 東區役所前 |          |          | 1.0      | 4.5      |                                                                              | 東區   |
| H06      | 北13條東   |          |          | 0.9      | 5.4      |                                                                              | 東區   |
| H07      | 札幌       |          |          | 1.3      | 6.7      | 札幌市營地下鐵：南北線（N06） 北海道旅客鐵道：函館本線 …札幌（01）           | 中央區 |
| H08      | 大通       |          |          | 0.6      | 7.3      | 札幌市營地下鐵：南北線（N07）、東西線（T09） 札幌市電：一條線 …西4丁目停留場 | 中央區 |
| H09      | 豐水薄野   |          |          | 0.8      | 8.1      | 札幌市電：山鼻線 …薄野停留場                                                 | 中央區 |
| H10      | 學園前     |          |          | 1.4      | 9.5      |                                                                              | 豐平區 |
| H11      | 豐平公園   |          |          | 0.9      | 10.4     |                                                                              | 豐平區 |
| H12      | 美園       |          |          | 1.0      | 11.4     |                                                                              | 豐平區 |
| H13      | 月寒中央   |          |          | 1.2      | 12.6     |                                                                              | 豐平區 |
| H14      | 福住       |          |          | 1.0      | 13.6     |                                                                              | 豐平區 |

※北13條東車站及札幌車站之間通過札幌市北區，不過沒有在該區設置車站。

## 備註
- 在官方文件中，東豐線被稱為「札幌市高速電車東豐線」。
- 在1994年開始營業的豐水薄野車站～福住車站，為了減少興建費用而統一使用島式月台。此外，此延伸路線的月台長度只可容納6輛編組列車，不過亦已有籌備工作可以將月台增加至容納8輛編組列車。而先行開始營業的榮町車站～豐水薄野車站路線的月台則已可以容納8輛編組列車。不過由於現在東豐線使用4輛編組列車，因此部份月台設置預防跌倒圍欄。
- 東豐線7000型的列車編號分別是7100、7200、7300及7800，代表將來可以使用8輛編組列車。而本路線亦是三條札幌市營地下鐵中乘客量最少的路線，不過各車站周邊已開始興建大廈，因此未來的乘客量將會增加。
- 札幌市交通局計劃2019年在東豐線的各個車站完成興建月台幕門「可動式月台圍欄」，而現在的列車亦開始進行單駕駛運作（ワンマン運転）。

## 外部連結
- 札幌市交通局（日文） （页面存档备份，存于）